# 까인 쭈어
까인 쭈어(베트남어: canh chua)는 베트남의 신맛 나는 생선 국이다.

## 이름
베트남어 "까인 쭈어(canh chua)"는 "신 국"이라는 뜻이다. "까인(canh)"은 한자 "羹(한국 한자음: 갱)"에서 나온 말로, "국"이라는 뜻이다. 중국어 "겅(羹)"과 어원이 같다. "쭈어(chua)" 또한 한자 "䣷(한국 한자음: 저)"에서 나온 말로, "신맛이 나는"이라는 뜻이다.

## 만들기
메콩강 삼각주 지역에서 잡히는 민물고기와 파인애플, 토마토, (종종 오크라나 인도토란 같은 채소), 숙주나물 등을 타마린드로 맛을 낸 맛국물에 끓여 만든다. 소엽풀, 볶은 마늘, 송송 썬 파 등 고명을 올려 내는데, 종류에 따라 라우람이나 쿨란트로, 타이바질 등을 곁들이기도 한다.

## 같이 보기
- 똠 얌
- 삼로 마쭈
- 시니강